# Premià de Mar
Premià de Mar è un comune spagnolo di 27 399 abitanti situato nella comunità autonoma della Catalogna.

## Galleria d'immagini

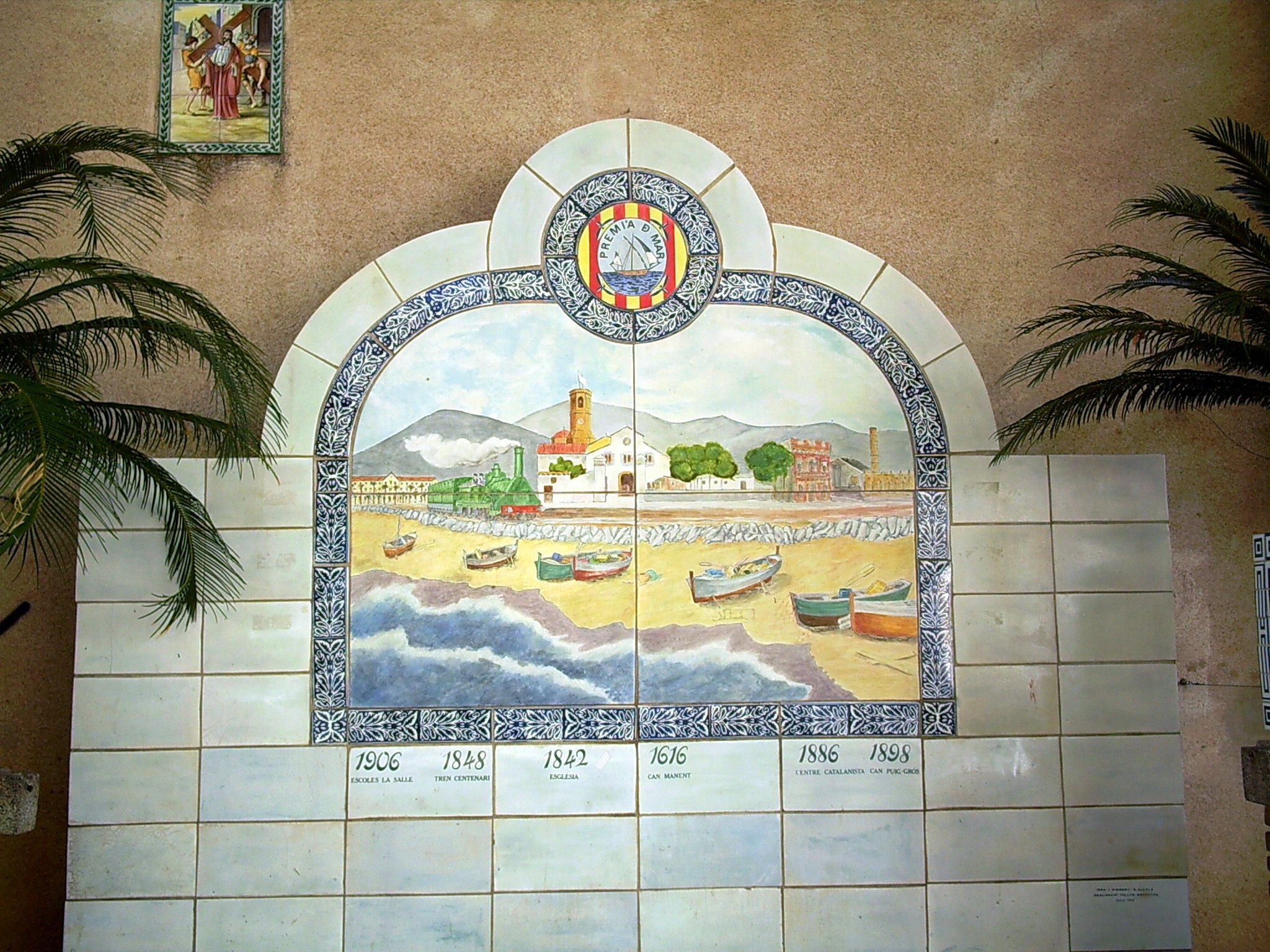
Ceràmica de l'història de Premià, a la plaça
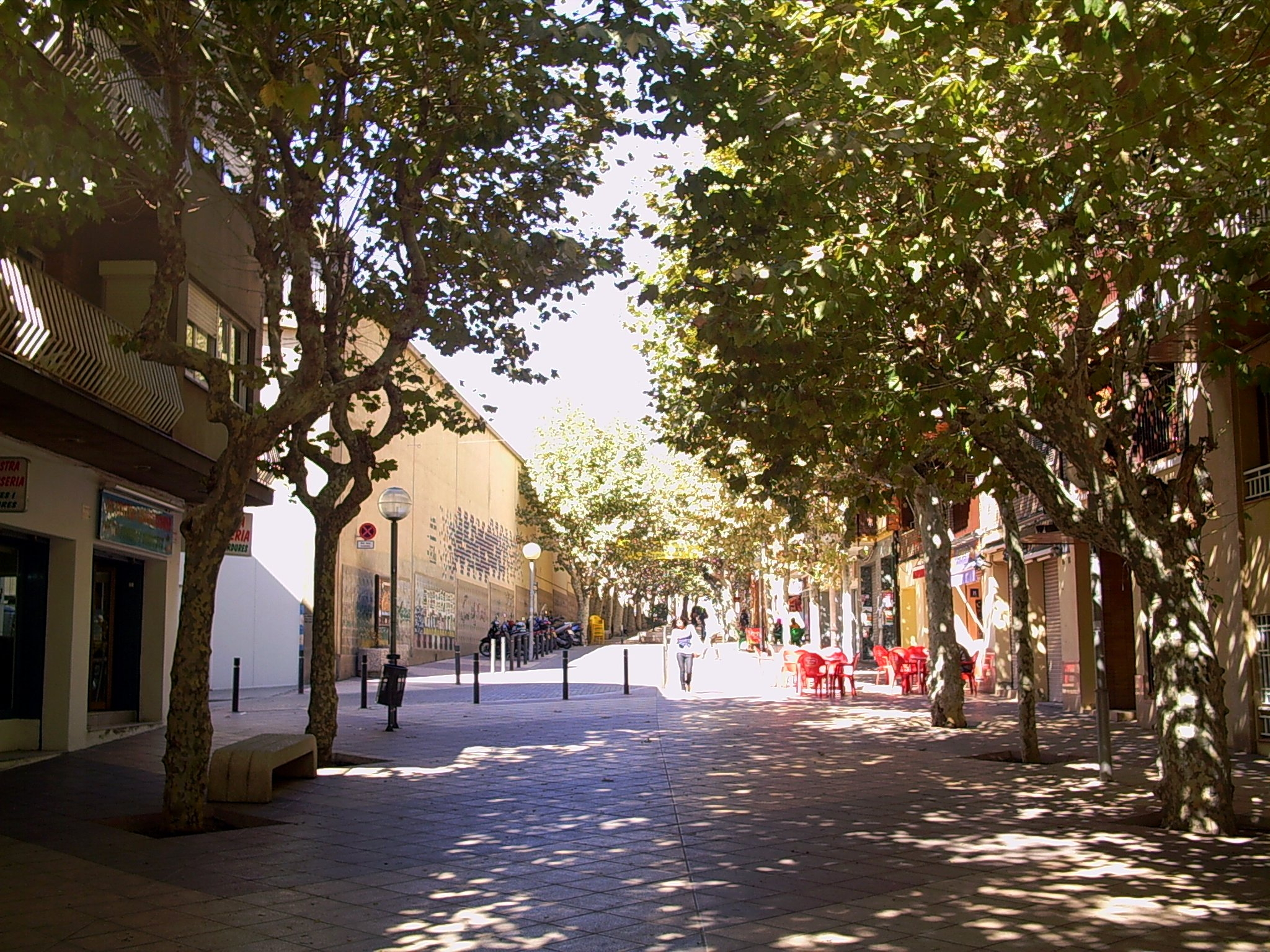
Riera de Premià
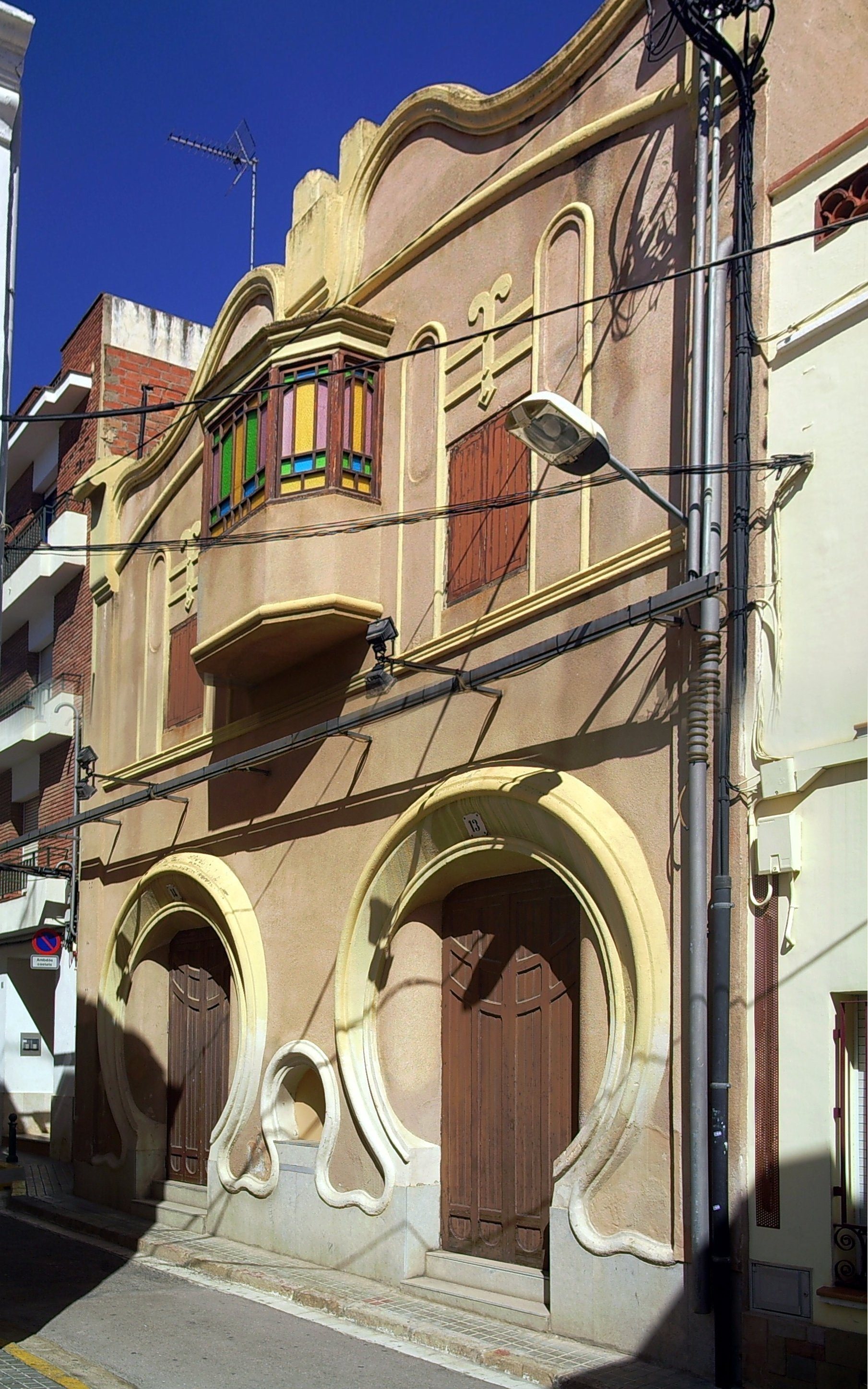
Seu del Patronat Social, edifici de 1888
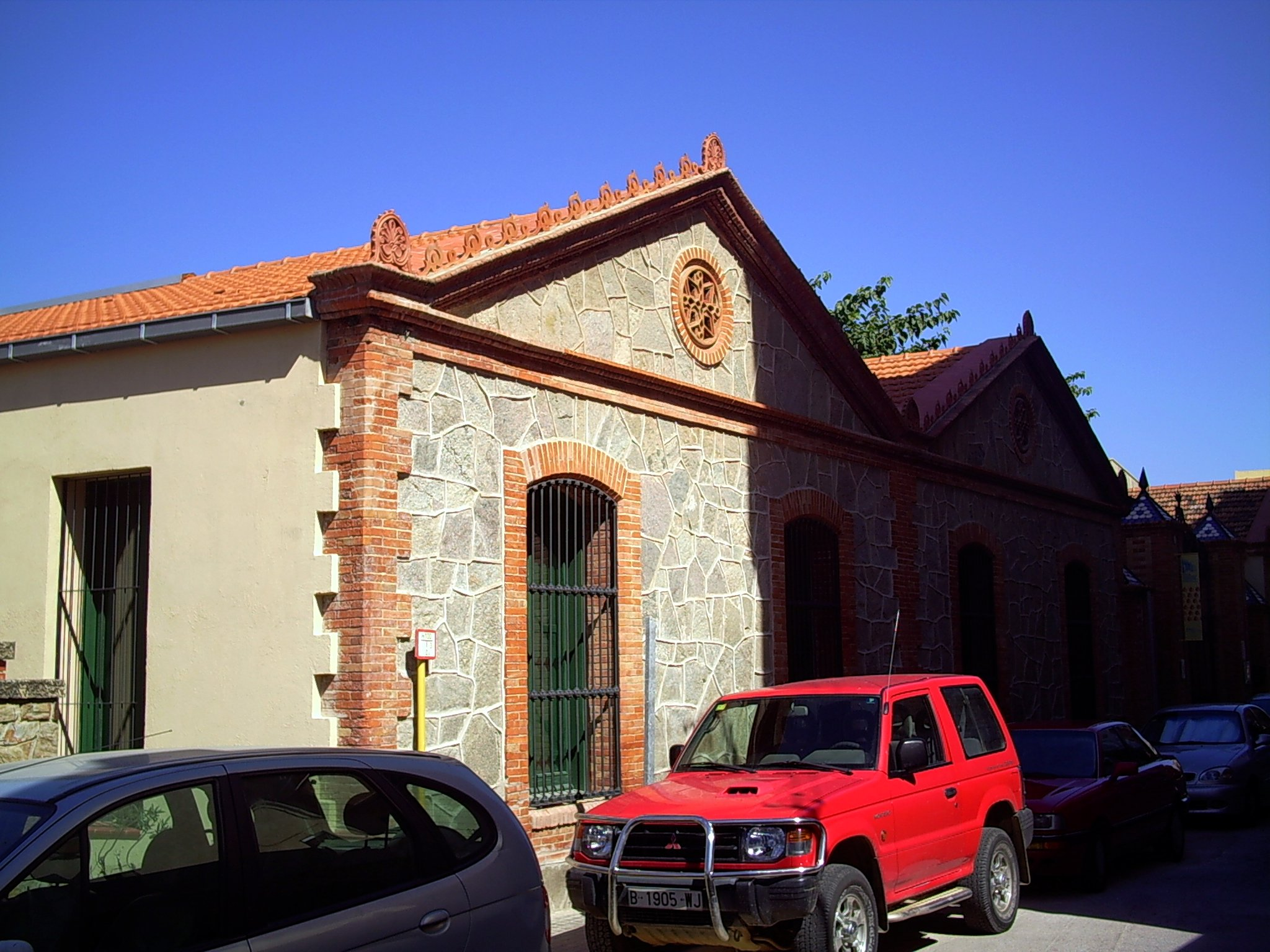
Antiga Fàbrica del Gas
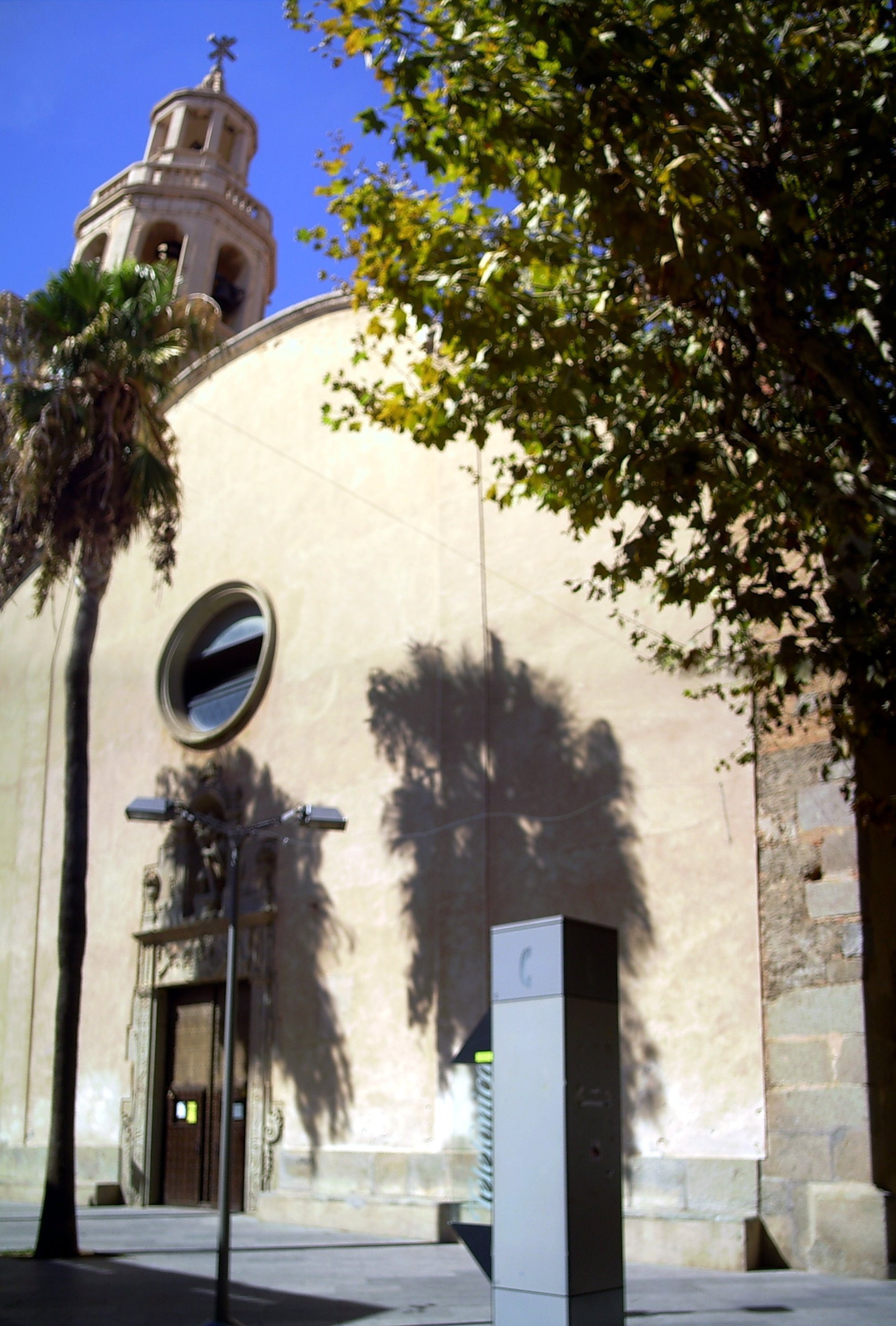
Església de Sant Cristòfol